# Alex Read
Alex Read (* 22. November 1991 in Belmont) ist ein australischer Fußballspieler. Er spielt auf der Position des Mittelstürmers.

## Karriere
Alex Read entstammt dem Nachwuchsbereich von Valentine Phoenix und war in der Saison 2010 vereinsintern bester Torschütze der Mannschaft in der Northern New South Wales State Football League und des U-23-Nachwuchsteams. Dadurch machte er auch Robbie Middleby, Sportdirektor des A-League-Teams North Queensland Fury, auf sich aufmerksam. Der finanziell angeschlagene Profiklub holte Read im Januar 2011 für die letzten Saisonspiele in sein Aufgebot, nachdem er bereits im August 2010 für eine Woche mit der Mannschaft trainiert hatte.
Sein Profidebüt gab der Angreifer per Einwechslung am vorletzten Spieltag der Saison 2010/11 bei der 1:2-Niederlage gegen Brisbane Roar und kam anschließend auch zum Saisonausklang gegen Wellington Phoenix zu einem 20-minütigen Einsatz. Eine Weiterverpflichtung durch North Queensland war nicht möglich, da dem Klub wegen finanzieller Schwierigkeiten vom australischen Fußballverband nach der Saison die Lizenz entzogen wurde.
Read kehrte für einige Zeit zu Valentine Phoenix zurück, bevor er zur Saison 2011/12 in das Jugendteam der Newcastle United Jets aufgenommen wurde, das in der National Youth League antrat. Bei den Jets hatte Middleby in der Saisonpause den Posten des Chief Executive Officers übernommen. Zur Saison 2012 schloss er sich Lake Macquarie City in der Northern NSW State League an, bevor er 2013 zum mittlerweile in Northern Fury umfirmierten Klub zurückkehrte, der in der neu geschaffenen National Premier League Queensland den Spielbetrieb wieder aufnahm.